# Pseudonapomyza parilis
Pseudonapomyza parilis är en tvåvingeart som beskrevs av Spencer 1977. Pseudonapomyza parilis ingår i släktet Pseudonapomyza och familjen minerarflugor. Inga underarter finns listade i Catalogue of Life.